# Adela von Pfalzel

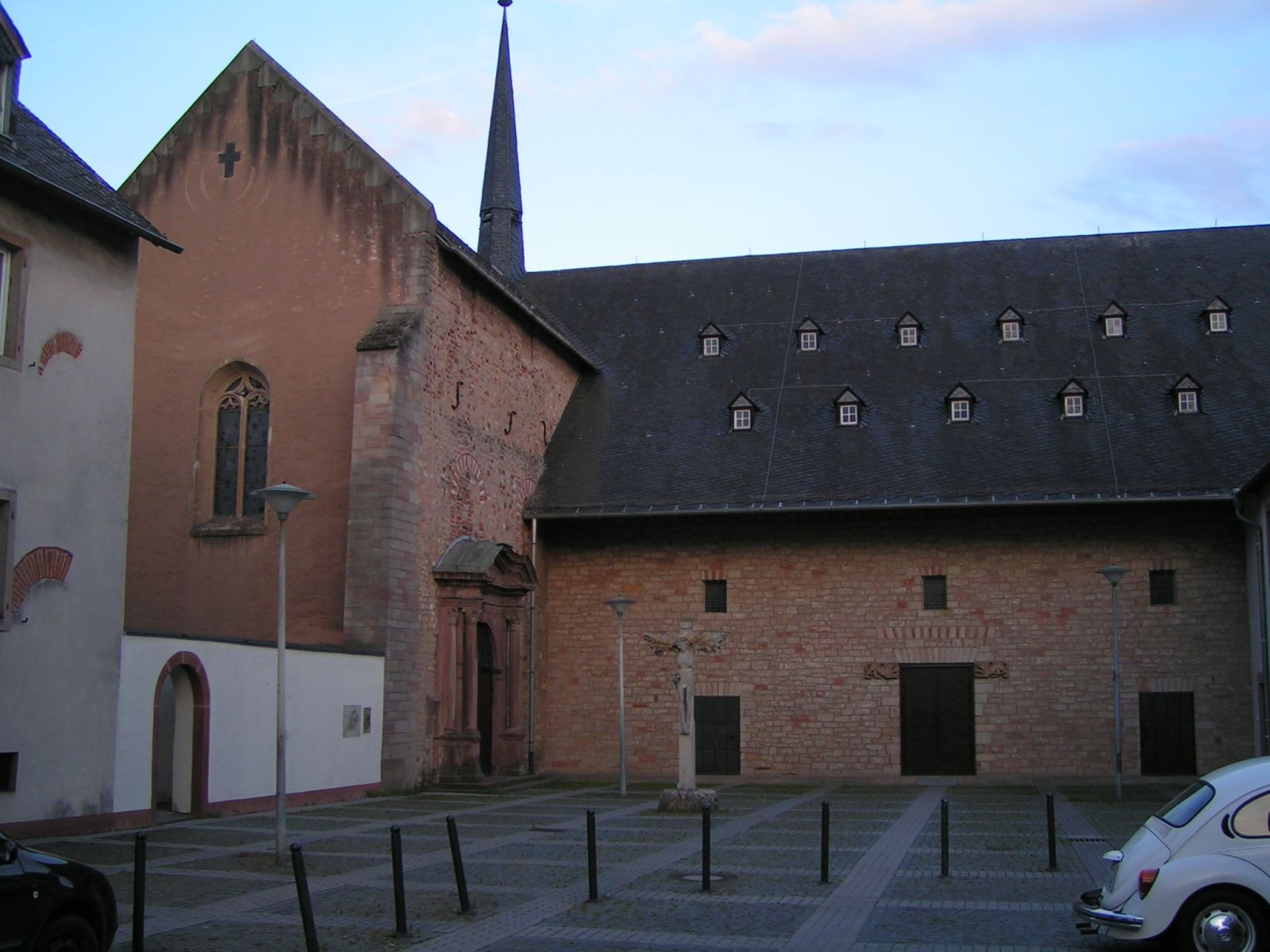
Ehemalige Stiftskirche St. Maria und St. Martin in Pfalzel

Adela von Pfalzel, auch Adolana oder Adula (* um 660; † um 735), war angeblich eine Tochter des Seneschalls und Pfalzgrafen Hugobert und der Irmina von Oeren und gehört zur Familie der Hugobertiner. Sie war mit Odo verheiratet, einem vir illuster.
Adela gründete kurz nach 700 das Kloster Pfalzel in dem als Palatiolum bezeichneten spätrömischen Landsitz, den sie von ihrem Schwager Pippin dem Mittleren erworben hatte, und wurde dessen erste Äbtissin. 721 besuchte Bonifatius Adela und ihr Kloster. Der Fuldaer Ragyndrudiskodex stammt vermutlich von Adelas Schwester Regentrud und kam somit über Adela an Bonifatius und schließlich nach Fulda.
In ihrem Testament (732 oder 733) stattet sie das Kloster Pfalzel mit Gütern an der Maas und der Mosel, im Gillgau und im Bidgau aus.
Adela und Odo hatten mindestens drei Kinder:
- Alberich († 714/721), der Vater des Bischofs Gregor von Utrecht († 774)
- Gerelind von Pfalzel († nach 699)
- Haderich († nach 699)

Sie wird in der römisch-katholischen Kirche als Heilige verehrt. Ihr Gedenktag ist der 3. Januar.